# Ischnostroma merrillii
Ischnostroma merrillii är en svampart som beskrevs av Syd. & P. Syd. 1914. Ischnostroma merrillii ingår i släktet Ischnostroma, divisionen sporsäcksvampar och riket svampar.   Inga underarter finns listade i Catalogue of Life.